# Дру Фулер
Дру Фулер (енгл. Drew Fuller; Атертон, 19. мај 1980) је амерички глумац. Играо је Криса Перија у шестом серијалу серије Чари. У серији, Крис је био други син Пајпер (Холи Мари Коумс) и Леа (Брајан Крауз) и он путује кроз време како би подржао своју породицу у периоду пре свог рођења, што је било критично за добробит његовог брата. У своје слободно време, Фулер воли да игра кошарку, пењање, сурфовање, сноубординг и тенис. Тренутно живи у Лос Анђелесу у Калифорнији са својим мачором "The Chad".
Фулера је открио агент када је овај имао 12 година када га је породични пријатељ ставио на насловну страну UCLA магазина. Пошто је одлучио да сачека неколико година, Фулер је ушао у свет манекенства са 16 година и убрзо је постао топ-модел за компаније као што су Прада, Club Med и Томи Хилфигер. Глумио је и у многим рекламама, укључујући за J Crew, Subway, Тојоту и Пепси.

## Филмови
- (2006, као „Џејсон Стивенс")[3]
- (2005, као „Дејвид")[4]
- (2003, као „Сем")
- (2002, као „Род Ферел")[3]
- (2001, као „Кол")
- (2000, као „Џеси као тинејџер")[3]

## ТВ појављивања
- Округ Оранж као гостујући глумац „Норланд“ у 2003.